# Dendrorhynchoides

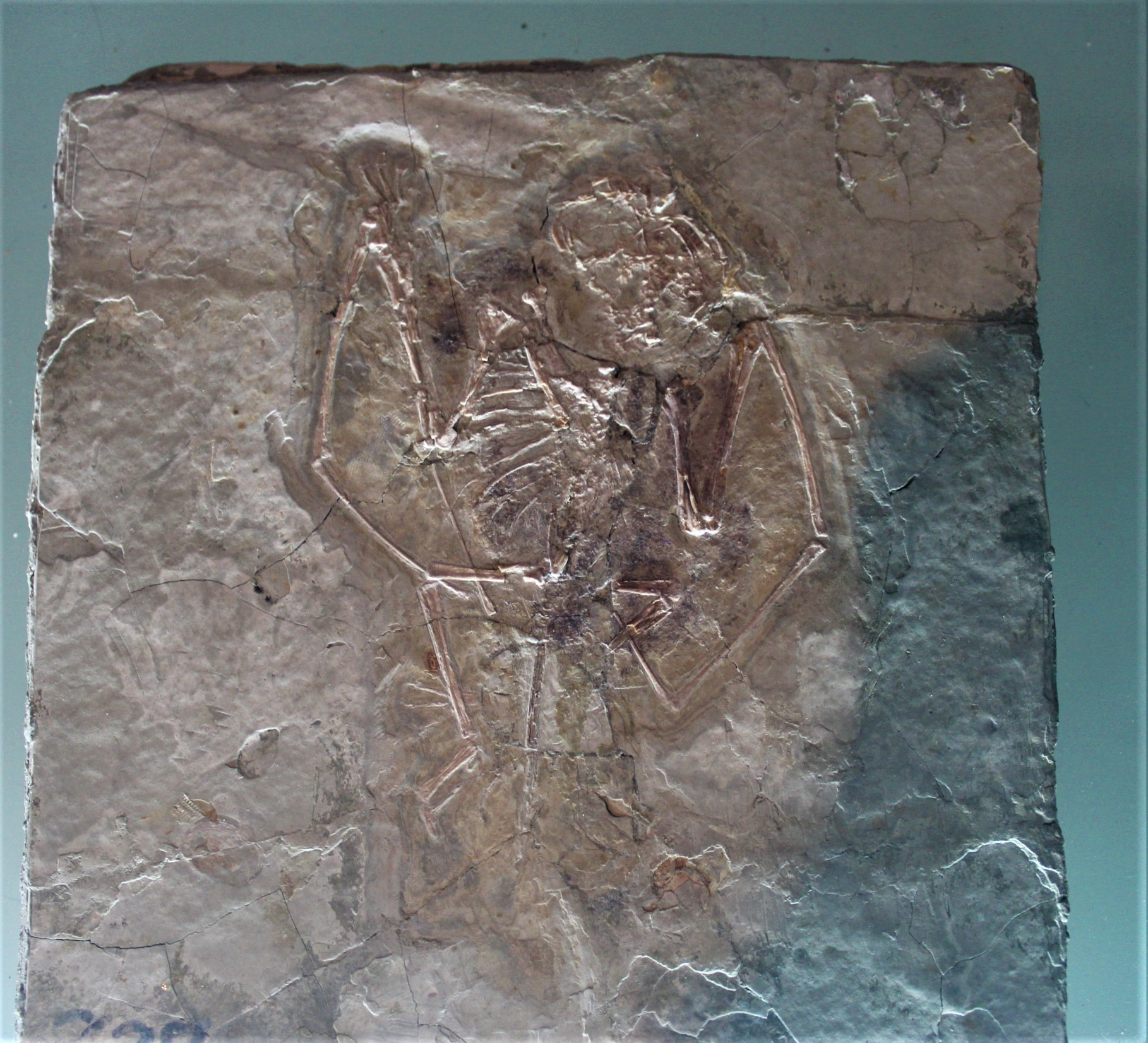
Het holotype

Dendrorhynchoides is een geslacht van uitgestorven pterosauriërs, behorend tot de Anurognathidae, dat tijdens het Vroeg-Krijt leefde in het gebied van het huidige China. De enige benoemde soort is Dendrorhynchoides curvidentatus

## Vondst en naamgeving
De soort is in 1998 benoemd en beschreven door Ji Shu'an en Ji Qiang. De geslachtsnaam was oorspronkelijk 'Dendrorhynchus', afgeleid van het Klassiek Griekse dendron, 'boom', en rhynchos, 'snuit'. Deze naam, gekozen wegens de vermeende verwantschap met Rhamphorhynchus en een veronderstelde levenswijze als bosbewoner, bleek echter in 1920 door David Keilin gegeven te zijn aan een lid van de Dactylophoridae, de nemertine parasitaire worm Dendrorhynchus. Zij was dus niet beschikbaar en werd daarom in 1999 gewijzigd in Dendrorhynchoides. De soortaanduiding betekent 'kromgetand' in het Latijn. Dendrorhynchus curvidentatus blijft overigens de typesoort.
Het holotype GMV2128 is afkomstig van illegale fossielenhandelaren die het midden jaren negentig als eersten geprepareerd moeten hebben. Het is misschien gevonden in een aardlaag die de beschrijvers toekenden aan een Chaomidianziformatie, waarvan ze meenden dat die uit het Laat-Jura dateerde, het Tithonien, mede omdat Dendrorhynchoides niet tot de Pterodactyloidea behoort en men aannam dat alle andere pterosauriërs nog voor het begin van het Krijt waren uitgestorven. Latere dateringsmethoden wijzen erop dat deze formatie uit het Onder-Krijt stamt (Hauterivien) en gelijkgesteld kan worden aan een Jianshangoulaag in de Yixianformatie (Jehol-groep), 124 miljoen jaar oud. Dit is echter weer omstreden en ook is door Ji Shu'an in 2006 beargumenteerd dat de soort in beginsel aan het Jura moet worden toegeschreven, tenzij het tegendeel bewezen wordt. Het fossiel is midden jaren negentig gevonden bij het dorp Sihetun in Liaoning. Het bestaat uit een vrij volledig skelet van een onvolwassen dier op een enkele plaat dat wel erg platgedrukt is. Het skelet ligt min of meer in verband. Het toont het dier van boven. Vooral de linkerzijde is goed bewaard gebleven en met voornaamste uitzondering van: stukken van het dijbeen; het borstbeen; het uiteinde van de staart; de sacrale wervels en het vierde kootje van de vleugelvinger, zijn alle delen bekend. Mogelijkerwijs vertegenwoordigen verkleuringen naast de beenderen de resten van weke delen.

## Beschrijving
Dendrorhynchoides was een vrij kleine soort met een geschatte vleugelspanwijdte van veertig centimeter.
De schedel is kort en was ook bij leven al plat en breed. Door de compressie is echter de precieze vorm niet meer goed waar te nemen. Elf losse tanden zijn in het substraat gevonden; zij zijn krom, scherp en kegelvormig met een lengte van zo'n drie millimeter. De onderkaken hebben een lengte van minstens vijftien millimeter en zijn lichtgebouwd en gebogen. De totale schedellengte was ongeveer 25 tot 30 millimeter. De halswervels zijn kort en breed. Slechts zes ruggenwervels zijn bewaard gebleven. De wervelkolom eindigt in een relatief lange staart met in het midden verlengde wervels met hoge doornuitsteeksels; de staartbasis heeft kortere wervels voor de beweeglijkheid van een verder stijve constructie. Het bewaard gebleven gedeelte heeft een lengte van vijf centimeter, wat de lengte van het specimen op rond de zestien centimeter brengt. De lengte van het verloren gegane deel van de staart is onbekend; veel onderzoekers nemen aan dat de staart niet sterk verlengd was. Sommigen vermoeden ook dat een onderste staartstuk uit een ander fossiel is toegevoegd om de waarde te verhogen volgens de wijze waarop de beruchte 'Archaeoraptor' werd gefabriceerd. Er zijn negen ribben bewaard aan de linkerzijde en zes buikribben, nog eens twee gastralia aan de rechterzijde.
Het schouderblad is licht gebogen en heeft een geschatte lengte van twee centimeter. Het ravenbeksbeen is lichtgebouwd en langgerekt met 17,2 millimeter. Het opperarmbeen is, ofschoon robuust gebouwd, vrij lang met 27 millimeter; de ellepijp is met 35,5 millimeter iets langer dan het spaakbeen (34,7 mm). Hoewel goed ontwikkeld en gepreserveerd zijn de middenhandsbeenderen vrij kort met zeven millimeter voor de eerste drie en 9,3 millimeter voor het vierde dat de vleugelvinger draagt. Het eerste kootje daarvan heeft een lengte van 44,5, het tweede van 35,6 millimeter. De afmetingen van het derde kootje is door beschadigingen niet goed vast te stellen. De eerste vinger heeft een verlengd eerste kootje. De klauwen zijn kort maar stevig en scherp. De vingerkootjes hebben de formule 2-3-4-4-x. Een klein os pteroideum van 5,9 millimeter is naar de elleboog gericht.
Het darmbeen is langgerekt; het zitbeen en schaambeen zijn beschadigd. Het dijbeen heeft naar schatting driekwart van de lengte van het scheenbeen (26,7 mm). Het dunne kuitbeen is gereduceerd tot de bovenhelft van het scheenbeen. De voet is lang en heeft de formule 2-3-4-?-2. De middenvoetsbeenderen zijn 12,1 millimeter lang. De vijfde teen is langgerekt, vermoedelijk in de functie van drager van een membraan, het cruropatagium.

## Fylogenie
Omdat Dendrorhynchoides een lange staart heeft, meenden de beschrijvers dat het geen lid van de Anurognathidae zou kunnen zijn, waarvan de toen bekende soorten, Anurognathus en Batrachognathus, geen staart hadden. Ze plaatsten hem daarom in de groep van de vorm waar hij volgens een statistische analyse in algemene proporties verder nog het meest op leek, Rhamphorhynchus: de Rhamphorhynchidae. David Unwin stelde al in 2000 dat hij toch tot de Anurognathidae behoorde, wat latere kladistische analyses bevestigd hebben. Volgens Alexander Kellner in 2003 en 2004 was Dendrorhynchoides binnen de anurognathiden nauwer verwant aan Batrachognathus en Jeholopterus dan aan Anurognathus en vormde hij daarmee een klade Asiaticognathidae. Lü Junchang verfijnde de verwantschap in 2006 nog door een analyse die toonde dat Dendrorhynchoides de zustersoort was van een nog kleinere klade die Batrachognathus en Jeholopterus omvatte. Hone en Lü meenden echter in 2010 dat de lange staart suggereert dat Dendrorhynchoides de meest basale bekende anurognathide is.
Een analyse uit 2021 had de volgende uitkomst.
|  | Sinomacrops bondei     |
|  |                        |
|  | Batrachognathus volans |
|  |                        |

|  | Jeholopterus ningchengensis                                                           |
|  |                                                                                       |
|  | \| \| Anurognathus ammoni \| \| \| \| \| \| Vesperopterylus lamadongensis \| \| \| \| |
|  |                                                                                       |
|  | Anurognathus ammoni                                                                   |
|  |                                                                                       |
|  | Vesperopterylus lamadongensis                                                         |
|  |                                                                                       |

|  | Anurognathus ammoni           |
|  |                               |
|  | Vesperopterylus lamadongensis |
|  |                               |

|  | Jeholopterus ningchengensis                                                           |
|  |                                                                                       |
|  | \| \| Anurognathus ammoni \| \| \| \| \| \| Vesperopterylus lamadongensis \| \| \| \| |
|  |                                                                                       |
|  | Anurognathus ammoni                                                                   |
|  |                                                                                       |
|  | Vesperopterylus lamadongensis                                                         |
|  |                                                                                       |

|  | Anurognathus ammoni           |
|  |                               |
|  | Vesperopterylus lamadongensis |
|  |                               |

|  | Jeholopterus ningchengensis                                                           |
|  |                                                                                       |
|  | \| \| Anurognathus ammoni \| \| \| \| \| \| Vesperopterylus lamadongensis \| \| \| \| |
|  |                                                                                       |
|  | Anurognathus ammoni                                                                   |
|  |                                                                                       |
|  | Vesperopterylus lamadongensis                                                         |
|  |                                                                                       |

|  | Anurognathus ammoni           |
|  |                               |
|  | Vesperopterylus lamadongensis |
|  |                               |

|  | Jeholopterus ningchengensis                                                           |
|  |                                                                                       |
|  | \| \| Anurognathus ammoni \| \| \| \| \| \| Vesperopterylus lamadongensis \| \| \| \| |
|  |                                                                                       |
|  | Anurognathus ammoni                                                                   |
|  |                                                                                       |
|  | Vesperopterylus lamadongensis                                                         |
|  |                                                                                       |

|  | Anurognathus ammoni           |
|  |                               |
|  | Vesperopterylus lamadongensis |
|  |                               |

|  | Sinomacrops bondei     |
|  |                        |
|  | Batrachognathus volans |
|  |                        |

|  | Jeholopterus ningchengensis                                                           |
|  |                                                                                       |
|  | \| \| Anurognathus ammoni \| \| \| \| \| \| Vesperopterylus lamadongensis \| \| \| \| |
|  |                                                                                       |
|  | Anurognathus ammoni                                                                   |
|  |                                                                                       |
|  | Vesperopterylus lamadongensis                                                         |
|  |                                                                                       |

|  | Anurognathus ammoni           |
|  |                               |
|  | Vesperopterylus lamadongensis |
|  |                               |

|  | Jeholopterus ningchengensis                                                           |
|  |                                                                                       |
|  | \| \| Anurognathus ammoni \| \| \| \| \| \| Vesperopterylus lamadongensis \| \| \| \| |
|  |                                                                                       |
|  | Anurognathus ammoni                                                                   |
|  |                                                                                       |
|  | Vesperopterylus lamadongensis                                                         |
|  |                                                                                       |

|  | Anurognathus ammoni           |
|  |                               |
|  | Vesperopterylus lamadongensis |
|  |                               |

|  | Jeholopterus ningchengensis                                                           |
|  |                                                                                       |
|  | \| \| Anurognathus ammoni \| \| \| \| \| \| Vesperopterylus lamadongensis \| \| \| \| |
|  |                                                                                       |
|  | Anurognathus ammoni                                                                   |
|  |                                                                                       |
|  | Vesperopterylus lamadongensis                                                         |
|  |                                                                                       |

|  | Anurognathus ammoni           |
|  |                               |
|  | Vesperopterylus lamadongensis |
|  |                               |

|  | Jeholopterus ningchengensis                                                           |
|  |                                                                                       |
|  | \| \| Anurognathus ammoni \| \| \| \| \| \| Vesperopterylus lamadongensis \| \| \| \| |
|  |                                                                                       |
|  | Anurognathus ammoni                                                                   |
|  |                                                                                       |
|  | Vesperopterylus lamadongensis                                                         |
|  |                                                                                       |

|  | Anurognathus ammoni           |
|  |                               |
|  | Vesperopterylus lamadongensis |
|  |                               |

|  | Sinomacrops bondei     |
|  |                        |
|  | Batrachognathus volans |
|  |                        |

|  | Jeholopterus ningchengensis                                                           |
|  |                                                                                       |
|  | \| \| Anurognathus ammoni \| \| \| \| \| \| Vesperopterylus lamadongensis \| \| \| \| |
|  |                                                                                       |
|  | Anurognathus ammoni                                                                   |
|  |                                                                                       |
|  | Vesperopterylus lamadongensis                                                         |
|  |                                                                                       |

|  | Anurognathus ammoni           |
|  |                               |
|  | Vesperopterylus lamadongensis |
|  |                               |

|  | Jeholopterus ningchengensis                                                           |
|  |                                                                                       |
|  | \| \| Anurognathus ammoni \| \| \| \| \| \| Vesperopterylus lamadongensis \| \| \| \| |
|  |                                                                                       |
|  | Anurognathus ammoni                                                                   |
|  |                                                                                       |
|  | Vesperopterylus lamadongensis                                                         |
|  |                                                                                       |

|  | Anurognathus ammoni           |
|  |                               |
|  | Vesperopterylus lamadongensis |
|  |                               |

|  | Jeholopterus ningchengensis                                                           |
|  |                                                                                       |
|  | \| \| Anurognathus ammoni \| \| \| \| \| \| Vesperopterylus lamadongensis \| \| \| \| |
|  |                                                                                       |
|  | Anurognathus ammoni                                                                   |
|  |                                                                                       |
|  | Vesperopterylus lamadongensis                                                         |
|  |                                                                                       |

|  | Anurognathus ammoni           |
|  |                               |
|  | Vesperopterylus lamadongensis |
|  |                               |

|  | Jeholopterus ningchengensis                                                           |
|  |                                                                                       |
|  | \| \| Anurognathus ammoni \| \| \| \| \| \| Vesperopterylus lamadongensis \| \| \| \| |
|  |                                                                                       |
|  | Anurognathus ammoni                                                                   |
|  |                                                                                       |
|  | Vesperopterylus lamadongensis                                                         |
|  |                                                                                       |

|  | Anurognathus ammoni           |
|  |                               |
|  | Vesperopterylus lamadongensis |
|  |                               |

|  | Sinomacrops bondei     |
|  |                        |
|  | Batrachognathus volans |
|  |                        |

|  | Jeholopterus ningchengensis                                                           |
|  |                                                                                       |
|  | \| \| Anurognathus ammoni \| \| \| \| \| \| Vesperopterylus lamadongensis \| \| \| \| |
|  |                                                                                       |
|  | Anurognathus ammoni                                                                   |
|  |                                                                                       |
|  | Vesperopterylus lamadongensis                                                         |
|  |                                                                                       |

|  | Anurognathus ammoni           |
|  |                               |
|  | Vesperopterylus lamadongensis |
|  |                               |

|  | Jeholopterus ningchengensis                                                           |
|  |                                                                                       |
|  | \| \| Anurognathus ammoni \| \| \| \| \| \| Vesperopterylus lamadongensis \| \| \| \| |
|  |                                                                                       |
|  | Anurognathus ammoni                                                                   |
|  |                                                                                       |
|  | Vesperopterylus lamadongensis                                                         |
|  |                                                                                       |

|  | Anurognathus ammoni           |
|  |                               |
|  | Vesperopterylus lamadongensis |
|  |                               |

|  | Jeholopterus ningchengensis                                                           |
|  |                                                                                       |
|  | \| \| Anurognathus ammoni \| \| \| \| \| \| Vesperopterylus lamadongensis \| \| \| \| |
|  |                                                                                       |
|  | Anurognathus ammoni                                                                   |
|  |                                                                                       |
|  | Vesperopterylus lamadongensis                                                         |
|  |                                                                                       |

|  | Anurognathus ammoni           |
|  |                               |
|  | Vesperopterylus lamadongensis |
|  |                               |

|  | Jeholopterus ningchengensis                                                           |
|  |                                                                                       |
|  | \| \| Anurognathus ammoni \| \| \| \| \| \| Vesperopterylus lamadongensis \| \| \| \| |
|  |                                                                                       |
|  | Anurognathus ammoni                                                                   |
|  |                                                                                       |
|  | Vesperopterylus lamadongensis                                                         |
|  |                                                                                       |

|  | Anurognathus ammoni           |
|  |                               |
|  | Vesperopterylus lamadongensis |
|  |                               |

## Levenswijze
Meestal wordt verondersteld dat Dendrorhynchoides in wouden op vliegende insecten joeg. Volgens Unwin bewoonde Dendrorhynchoides moerassige kustbossen.

## Dendrorhynchoides mutoudengensis
In 2010 werd een tweede specimen bekendgemaakt, GLGMV 0002, dat completer is dan het holotype. Het is van een jong dier; resten van de weke delen zijn bewaard gebleven. Dit exemplaar toont ook de staart die toch vrij lang bleek te zijn met een lengte van 85% van het dijbeen, ongeveer 40% van de lengte van de vervalste staart. Door vergelijking van de twee fossielen meende David Hone twee unieke afgeleide eigenschappen, autapomorfieën, van de soort te kunnen vaststellen: het bezit van lange gebogen tanden en een opperarmbeen met een driehoekige deltopectorale kam en een kleine kam op het midden van de schacht. In 2012 werd het specimen, nu met inventarisnummer JZMP-04-07-3, benoemd als een nieuwe soort: Dendrorhynchoides mutoudengensis. De soort zou zich juist kenmerken door het bezit van korte robuuste tanden en een vierde middenhandsbeen met 40% van de lengte van het opperarmbeen.
In 2020 werd deze soort benoemd als het aparte geslacht Luopterus.